# Feuilleea venosa
Feuilleea venosa là một loài thực vật có hoa trong họ Cucurbitaceae. Loài này được (Griseb. ex Benth.) Kuntze mô tả khoa học đầu tiên năm 1891.